# Gilbert Diendéré

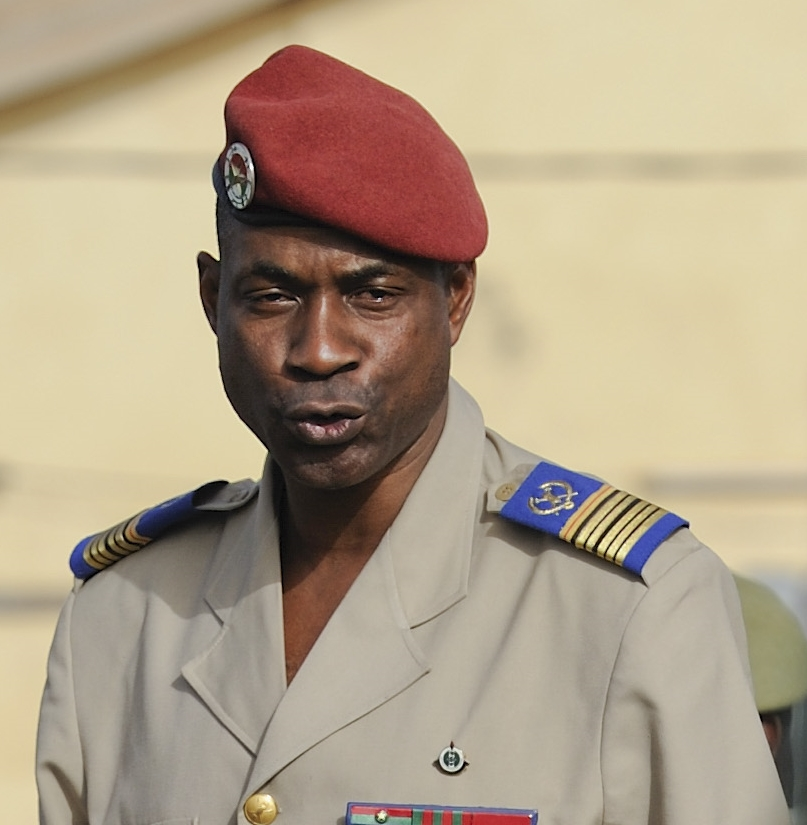
Diendéré em 2010

Gilbert Diendéré (nascido em 1960) é um oficial militar burquinense e presidente do Conselho Nacional para a Democracia, a junta militar que brevemente tomou o poder no Burquina Fasso no golpe de Estado de setembro de 2015.
Em 16 de setembro de 2015, realizou uma tentativa de golpe com o objetivo de derrubar o regime de transição em vigor, liderado por Michel Kafando. Foi nomeado presidente da junta no dia seguinte. Após as manifestações da população e as condenações da comunidade internacional, este golpe terminou em fracasso e as autoridades de transição foram reintegradas em suas funções em 23 de setembro de 2015. Ele declarou lamentar seu ato e disse estar pronto para enfrentar as consequências em tribunal.
Foi o Chefe de Estado-Maior do ditador Blaise Compaoré que foi deposto em 2014, bem como comandante histórico do Regimento de Segurança Presidencial (RSP), centralizando também as informações dos serviços secretos dos diferentes órgãos de segurança. Considerado o segundo homem mais poderoso de Burquina Fasso por quase três décadas.
Em 2 de setembro de 2019, foi condenado a 20 anos de prisão por sua participação no golpe de 2015.